# Edifici del Cens (Calafell)
L'Edifici del Cens és una obra de Calafell (Baix Penedès) protegida com a Bé Cultural d'Interès Local.

## Descripció
Es tracta d'un edifici de planta irregular amb planta baixa i, parcialment, amb una planta alta. Una part de la coberta és d'una sola vessant, mentre que a la resta de l'edifici la coberta és de dues vessants, amb el carener paral·lel a la façana. Es formada per jàsseres, bigues, llates de fusta, rajoles i teules aràbigues. El trespol és de bigues de fusta i revoltons de rajola. El trespol i la teulada se sostenen gràcies a dos pilars de pedra escairada. A la façana hi ha tres portals, dos d'ells moderns, amb porta metàl·lica enrotllable. A la part superior hi ha quatre finestres fetes amb brancals de maons i llinda de fusta. Hi ha un ràfec de teules i una canal feta amb elements seriats de terrissa. La façana és arrebossada i pintada de color blanc. Hi pengen cables de telefonia. Al subsòl hi ha un cup.

## Història
Antigament, en aquest edifici es recollien els censos. Durant el darrer quart del segle XX es va modificar la façana en obrir-hi dues portes cotxeres.